# CPH Group
Die CPH Group AG, zuvor CPH Chemie + Papier Holding AG, ist eine mittelständische Industriegruppe mit Sitz in Root (Schweiz). Ihre Aktivitäten umfassen die Entwicklung, die Produktion und den Vertrieb von Chemikalien und Verpackungsfolien. Die Unternehmensgruppe produziert an elf Standorten in der Schweiz, in Deutschland, in Bosnien-Herzegowina, in den USA, in Brasilien und in China. Das Unternehmen ist seit 2001 an der Schweizer Börse SIX Swiss Exchange (SIX:CPHN) kotiert.

## Tätigkeitsgebiet
Die CPH-Gruppe ist in zwei Geschäftsbereiche aufgegliedert: Chemie sowie Verpackung.
Chemie
Der Schwerpunkt des Geschäftsbereichs Chemie liegt auf der Silikatchemie, welche am Markt als Zeochem auftritt. Unter dieser Marke werden Molekularsiebe zur Trennung verschieden grosser Moleküle und Silicagele für industrielle Anwendungen, Chromatographiegele für die Pharmaindustrie sowie deuterierte Verbindungen, hauptsächlich Lösungsmittel für die NMR-Spektroskopie, produziert und vertrieben.
Verpackung
Der Verpackungsbereich ist am Markt als Perlen Packaging präsent und produziert unter anderem PVC-Monofolien und beschichtete PVdC-Hochbarrierefolien, die als Blisterverpackungen für Medikamente zum Einsatz kommen. Perlen Packaging ist weltweit der drittgrösste Anbieter beschichteter Folien.

## Umsatzzahlen
Die CPH-Gruppe erwirtschaftete 2022 einen Umsatz von 725 Mio. CHF. Etwas mehr als die Hälfte der Umsätze entfielen auf den Bereich Papier.
Im Jahr 2023 verzeichnete die CPH-Gruppe einen Umsatzrückgang von 14 % auf 624 Mio. CHF, wobei die Erlöse der Papierdivision sanken. Während die Bereiche Chemie und Verpackung ihre Umsätze weiter steigern konnten.

## Geschichte
Der Chemiebereich der CPH-Gruppe geht auf die von den Gebrüdern Schnorf 1818 gegründete Chemiefabrik in Uetikon am See (Kanton Zürich) zurück. 1881 beteiligte sich die Familie Schnorf an der Papierfabrik in Perlen. Damit wurde die Grundstruktur der heutigen CPH-Gruppe gelegt. In den 1950er Jahren begann man in Perlen mit der Beschichtung von Papier. Daraus entstand der eigenständige Bereich Verpackung. Im Jahr 2003 gab sich die CPH die heutige Gruppenstruktur, in welcher alle Geschäftsaktivitäten geführt und kontrolliert werden. Die CPH Chemie + Papier Holding AG ist börsenkotiert. Nachkommen der Gründungsfamilie halten als Ankeraktionäre ein Drittel der Aktien.
Chemie
1818 wurde die Chemische Fabrik Uetikon von den Gebrüdern Schnorf zur Produktion von Schwefelsäure, Eisen- und Kupfervitriol gegründet. 1899 erfolgte die Umwandlung der Unternehmung in eine Aktiengesellschaft. 1948 baute die Chemische Fabrik Uetikon in Full (Kanton Aargau) eine Anlage nach dem Kontaktverfahren für die Produktion von Schwefelsäure. Durch den Anstieg der Schwefelsäureproduktion in den 1960er Jahren auf über 80'000 Tonnen pro Jahr wurde der Industriebetrieb zum grössten Produzenten der Schweiz. 1979 gründete die Chemische Fabrik Uetikon in Louisville (Kentucky) in den USA das Tochterunternehmen Zeochem LLC für die Herstellung von Zeolithen als Joint Venture mit der amerikanischen United Catalysts Inc. 1997 wurde dieses Tochterunternehmen vollständig übernommen. 1990 wurde die Chemische Fabrik Uetikon in die CU Chemie Uetikon AG umgewandelt. Ein Jahr später wurde nach der Übernahme des Werkes Lahr (Deutschland) der Immenhausen Chemie die CU Chemie Uetikon GmbH in Lahr gegründet und der Anteil der organischen Chemie erhöht. 1994 reorganisierte sich die CU Chemie Uetikon AG und richtete sich als «Uetikon-Gruppe» auf die drei Geschäftsbereiche organische Feinchemie (CU Chemie Uetikon GmbH/Organo), Silikatchemie (Zeochem) und Chemikalien/Agro (übrige Chemie) aus. Im Jahr 2002 wurde die Produktionsanlage für Feinchemikalien in Lahr in Betrieb genommen, gleichzeitig wurde das Werk in Full stillgelegt und die Produktion von Schwefelsäure eingestellt. Des Weiteren wurden die Silikatchemie als Zeochem AG sowie die Mineraldüngerproduktion als CU Agro AG als rechtlich selbstständige Firmen von der CU Chemie Uetikon AG abgespaltet. 2011 veräusserten die Eigentümer den Bereich Feinchemie, der einen Umsatzanteil 39 Millionen CHF aufwies. Danach konzentrierte sich der Geschäftsbereich Chemie primär auf die Silikatchemie. 2016 verkauften die Eigentümer das Betriebsgelände in Uetikon an den Kanton Zürich. Die Produktion wurde an andere, billigere Standorte ausgelagert, unter anderem nach China zum neu übernommenen Molekularsiebproduzenten «Jiangsu ALSIO Technology» und an einen neuen Standort in Zvornik in Bosnien-Herzegowina. Die Produktion von Dünger am Standort Uetikon wurde Mitte 2017 eingestellt. Im Oktober 2017 wurden die Aktivitäten der Armar AG übernommen, ein langjähriger Vertriebspartner und Produzent von deuterierten Produkten.
Verpackung
1949 wurden in der Papierfabrik Perlen die ersten Versuche gestartet, Papier und Kunststoff zu einem Produkt zusammenzuführen. Nachdem erste erfolgreiche Resultate erzielt worden waren, begann man 1954 mit der Beschichtung und Silikonisierung von Papieren. Durch die organisatorische Verselbstständigung und den Einzug ins eigene Fabrikationsgebäude 1962 entwickelte sich die Perlen Converting AG schrittweise von der ursprünglichen Papierveredelung zu einem eigenständigen Unternehmenszweig für die Beschichtung von Kunststofffolien. 2005 wurde die Perlen Converting LLC mit Sitz in Whippany, New Jersey (USA), gegründet. 2007 übernahm Perlen Converting die Firma ac-Folien GmbH in Müllheim, einen Hersteller von PVC-Monofolien. Seit 2010 treten die Unternehmen der Verpackung unter der Marke Perlen Packaging am Markt auf. 2015 expandierte Perlen Packaging mit dem Bau eines Beschichtungswerkes nach Suzhou in China und übernahm 2018 die Mehrheitsbeteiligung an der Sekoya Indústria e Comércio Ltda. in Brasilien.

### 2024: Abspaltung des Papiergeschäfts
1872 wurde in Perlen eine Holzstofffabrik gegründet, basierend auf einem Wasserkraftwerk an einem neu angelegten Reusskanal. 1873 erweiterte man diese um eine Papierfabrik. 1876/1877 nahmen die beiden ersten Papiermaschinen ihren Betrieb, mit einer Produktionskapazität von täglich 5 Tonnen, auf. 1881 beteiligte sich die Familie Schnorf an der Papierfabrik Perlen. 1904 wurde zur Herstellung von einseitigen glatten Papieren eine dritte Papiermaschine in Betrieb genommen. In den folgenden Jahrzehnten wurden die Papiermaschinen modernisiert. Für die Produktion von Zeitungsdruck- sowie fettdichten Papieren wurde 1954 eine vierte Papiermaschine in Betrieb genommen. Eine neue Papiermaschine konnte 1971 erstmals mehr als 100'000 Tonnen Zeitungspapier pro Jahr produzieren. Um den höheren Anforderungen an die Papierqualität aufgrund von neuen Druckverfahren gerecht zu werden, konzentrierte sich Perlen zunehmend auf die Herstellung von Druck- und Schreibpapieren mit neuen Maschinen. 
1992 veränderte sich der Aufbau der Perlen-Gruppe durch die Einführung der Holdingstruktur mit den Tochtergesellschaften Perlen Papier AG, Perlen Converting AG (Beschichtung von Verpackungsfolien) und Perlen Immobilien AG. Im selben Jahr stellte die Fabrik die Produktion auf den Rohstoff Altpapier mit entsprechender Altpapieraufbereitungsanlage um, die alte Holzstoffschleiferei wurde geschlossen. 1994 wurde eine thermomechanische Holzstofferzeugungsanlage (TMP-Anlage) in Betrieb genommen. 
Im Jahr 2000 begann Perlen Papier mit der Herstellung von holzhaltig gestrichenem Magazinpapier (LWC-Offsetpapier) für den Offsetdruck. Umbauten seit 2006 erhöhten den Ausstoss auf jährlich 190'000 Tonnen Papier. 2009 entstanden eine zusätzliche Aufbereitungsanlage für Altpapier sowie ein neues Verladeterminal. 2010 wurde die Zeitungsdruckpapiermaschine durch die siebte Papiermaschine ersetzt mit einer Kapazität von 360'000 Tonnen Papier pro Jahr. 2012 beteiligte sich Perlen Papier zu 10 % an der Kehrichtverbrennungsanlage Renergia, welche in unmittelbarer Nachbarschaft zur Papierfabrik errichtet wurde. Auf Anfang 2018 übernahm Perlen Papier das Altpapierrecycling der Papierfabrik Utzenstorf. Im September 2023 feierte Perlen Papier das 150-jährige Bestehen.
2024 wurde die Abspaltung das Papiergeschäfts und der Immobilien in Perlen in die neue Perlen Industrieholding AG erfolgreich abgeschlossen.